# Peltenuiala pacifica
Peltenuiala pacifica är en kvalsterart som beskrevs av Norton 1983. Peltenuiala pacifica ingår i släktet Peltenuiala och familjen Tenuialidae. Inga underarter finns listade i Catalogue of Life.